# Chráněná území v Nikaragui

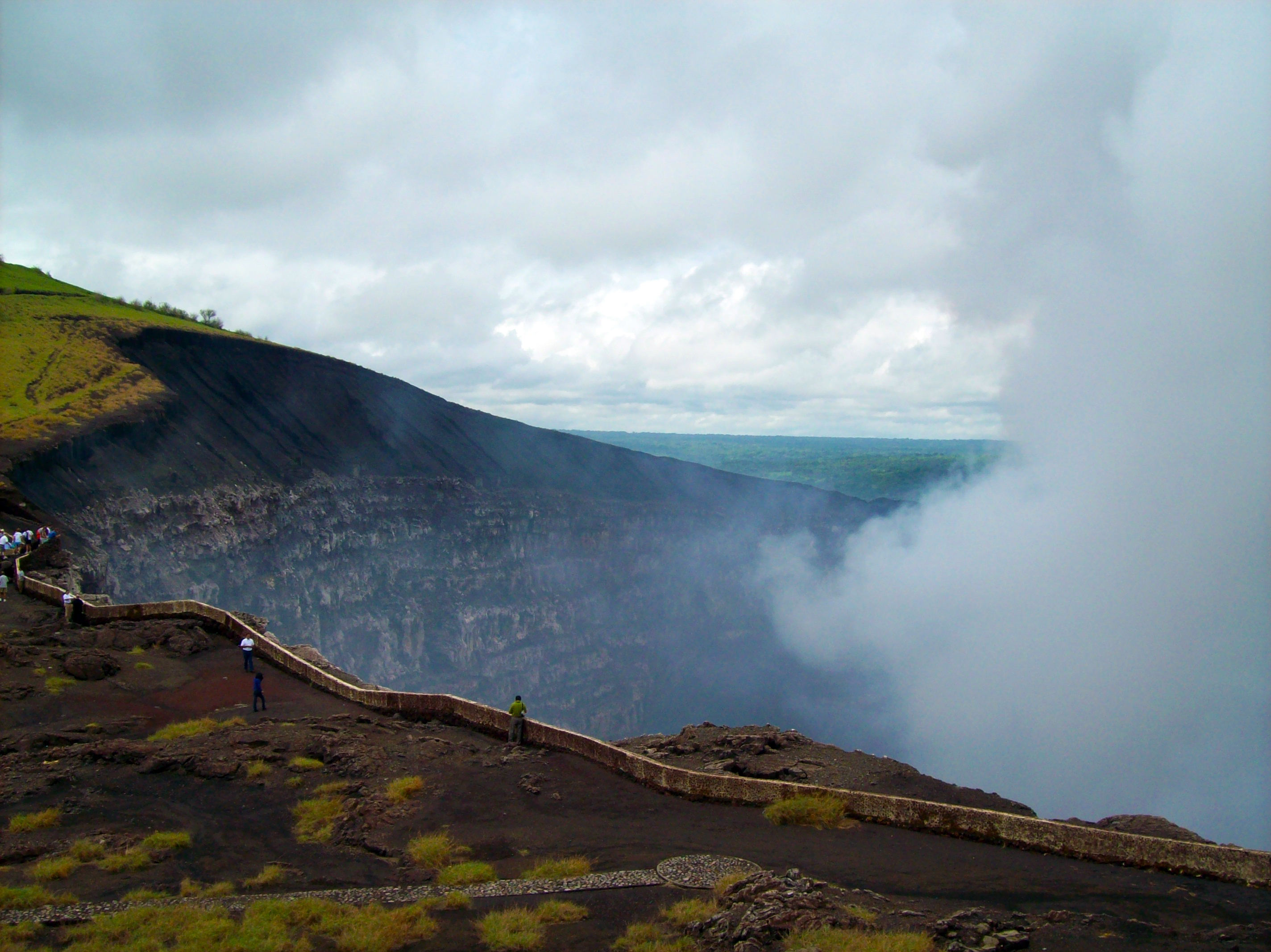
kráter sopky Masaya (NP Volcán Masaya)

Celkový počet všech chráněných území v Nikaragui je 72 a jejich souhrnná rozloha je 2 207 299 ha. Všechny tato chráněná území spravuje státní organizace SINIA (Sistema Nacional de Información Ambiental) přímo podřízená nikaragujskému ministerstvu životního prostředí a přírodních zdrojů. Kromě těchto existuje ještě několik soukromých chráněných území.

## Národní parky
V roce 2013 se v Nikaragui nacházely 3 národní parky.
| Název parku           | Rozloha | Departement                         |
| --------------------- | ------- | ----------------------------------- |
| Volcán Masaya         | 54 km²  | Masaya                              |
| Archipielago Zapatera | 52 km²  | Granada                             |
| Cerro Saslaya         | 631 km² | Región Autónoma del Atlántico Norte |

### Území s mezinárodní důležitostí
Následující přehled nikaragujských lokalit figurujících na seznamech biosférických rezervací UNESCO a Ramsarských mokřadů je platný k roku 2013.

#### Biosférické rezervace UNESCO
- Bosawas (1997)
- Río San Juan (2003)
- Ometepe (2010)

#### Ramsarské mokřady
- Los Guatuzos (1997)
- Cayos Miskitos y Franja Costera Immediata (2001)
- Deltas del Estero Real y Llanos de Apacunca (2001)
- Lago de Apanás-Asturias (2001)
- Refugio de Vida Silvestre Río San Juan (2001)
- Sistema de Humedales de la Bahía de Bluefields (2001)
- Sistema de Humedales de San Miguelito (2001)
- Sistema Lagunar de Tisma (2001)
- Sistema Lacustre Playitas-Moyúa-Tecomapa (2011)